# Opamata lipcowa
Opamata lipcowa är en insektsart som beskrevs av Irena Dworakowska 1977. Opamata lipcowa ingår i släktet Opamata och familjen dvärgstritar. Inga underarter finns listade i Catalogue of Life.